# 中華人民共和国における死刑
中華人民共和国における死刑（ちゅうかじんみんきょうわこくにおけるしけい）では中華人民共和国（以下、中国）における死刑について解説する。

## 歴史
清末期の1905年までは、斬首刑や絞首刑等とともに、凌遅刑が行われていた。

## 死刑執行人数
2025年現在でも死刑制度を維持しており、執行件数は世界中で最も多いとされる。ただし、中国は死刑執行件数を公表しておらず、正確な件数は明らかとなっていない。しかしながら、アメリカを拠点とする人権団体「中米対話基金」によれば、2002年以降の死刑執行件数は以下の表で推移していると発表した。
| 2002   | 2003   | 2004   | 2005  | 2006  | 2007  | 2008  | 2009  | 2010   | 2011   |
| ------ | ------ | ------ | ----- | ----- | ----- | ----- | ----- | ------ | ------ |
| 12,000 | 10,000 | 10,000 | 8,000 | 7,000 | 6,500 | 5,000 | 5,000 | 5,000  | 4,000  |
| 2012   | 2013   | 2014   | 2015  | 2016  | 2017  | 2018  | 2019  | 2020   | 2021   |
| 3,000  | 2,400  | 2,400  | 2,400 | 2,000 | 2,200 | 2,000 | ---   | 3,000+ | 3,000+ |
| 2022   | 2023   |        |       |       |       |       |       |        |        |
| 3,500  | 3,000+ |        |       |       |       |       |       |        |        |

執行数は、数千単位であるが、減少傾向にある。また、イスラム教徒が住民の多数を占める新疆ウイグル自治区で反テロの名の元に行わている弾圧により死刑執行が行われていると指摘されている。日刊紙「南方都市報」の2013年12月11日の記事によれば、1983年は「厳打」キャンペーンにより、24,000人に死刑が執行された。
また、死刑判決を受ける犯罪は、主に殺人であり、次いで薬物犯罪である。そして、近年は汚職により死刑判決を受けることはまれであるが、汚職によって得られた金額の大きさや社会的影響、2012年の第18回共産党大会以降に行われたものも含まれているか（この大会の一中全会で習近平が中国共産党中央委員会総書記に選出された。更に、習近平は「大トラもハエも一緒にたたけ」とのスローガンを掲げ、権力闘争の一面があると指摘を受けながらも反腐敗運動を展開している）によって、死刑判決が下されることがあり、国有不良債権処理会社「中国華融資産管理」元会長頼小民が収賄の罪（収賄と認定された額は17億9,000万元[約292億円]）で、天津市第二中級人民法院で2021年1月5日に死刑判決が下された。（更に、政治的権利の終身剥奪、個人財産没収も同時に下された。）24日後、6年ぶりに経済犯罪による死刑が執行された。

## 現在の法律
中華人民共和国刑法では、
- 故意の殺人による生命を侵害する犯罪

に限らず、
- 国家機密の漏洩などスパイ行為による政治的犯罪
- 故意の傷害や放火、電力設備等破壊などの悪質な暴力・破壊行為
- 麻薬密輸・販売等の薬物犯罪
- 賄賂授受や業務上横領などの汚職行為
- 人身売買
- 性犯罪
- テロリズム
- 武器、弾薬や毒性物質等危険物の窃盗

など、生命・身体の脅威になる薬物犯罪や人身売買の他にも、汚職など生命を奪わない犯罪にも死刑が規定されている。また、直ちに執行すべき事由が無い死刑判決には執行猶予(死缓)を付して2年間収監する規定（中華人民共和国刑法48条）がある。
なお、過去にイギリスやポルトガルの植民地であった香港（1993年廃止）とマカオには現在でも死刑制度がない。
中国の刑法における死刑の適用範囲は日本と比べると非常に広範なものとなっている。また、戦争に関わる軍人の刑罰が一般の刑法において規定されていることも特徴として挙げられる。
以下は中国の刑法のうち、死刑に関わる各条文の要旨だが、語訳の正確性を保証するものではないことに留意されたい。
- 死刑は重大な罪を犯した者に適用する。犯罪者に対し死刑の即時執行がしなくても良い場合は、2年間の執行猶予を宣告することができる。最高人民法院の判決によるもの以外の死刑は、最高人民法院の許可を経て執行する。死刑執行の猶予は、高級人民法院の判決もしくは許可を経てすることでできる。（第48条)

- 犯行時、18歳未満である場合と妊婦及び75歳以上の老人については死刑が適用されない。（第49条）

- 執行猶予期間を、罪を犯すことなく過ごせば無期徒刑に減刑される。もし大きな功績を残した場合は25年の徒刑に減刑される。（第50条）

- 死刑もしくは無期徒刑の時効は20年である。20年を過ぎて訴追する際は、最高人民検察院の許可を要する。（第87条）

- （国家安全危害罪）外国と通牒して国家の主権や安全を脅かした者のうち、特に国家と人民に重大な危害を加えもしくは特に悪質な場合は死刑に処すことができる。（第113条）また、国家安全危害罪を犯した者に対し主刑と併せて財産を没収することができる。

- （放火罪・出水罪・爆発罪・危険物投放罪・危険な方法による公共安全危害罪）放火、洪水、爆発、毒物使用、その他危険な方法をもって人に重傷を負わせもしくは死亡させ、あるいは財産を著しく傷つけた者は10年以上の徒刑、無期徒刑または死刑に処す。（第115条）

- （交通手段破壊罪・交通施設破壊罪・電力設備破壊罪・燃えやすい、爆発しやすい設備破壊罪）交通手段の破壊、交通施設の破壊、電力設備の破壊、可燃性もしくは爆発のおそれのある設備の破壊を故意に行ったものは十年以上の徒刑、無期徒刑または死刑に処す。（第119条）

- （航空機ハイジャック罪）航空機をハイジャックし、人に重傷を負わせ、もしくは死亡させ、あるいは機体を大きく傷つけた者は死刑に処す。（第121条）

- （銃器弾薬爆発物不法製造売買運搬郵送貯蔵罪・危険物質不法製造売買運搬貯蔵罪）銃器弾薬・爆発物等を不法に製造、販売、運搬、郵送、貯蔵した者に対し、状況が重大である場合は10年以上の徒刑、無期徒刑または死刑に処す。（第125条）

- （銃器弾薬爆発物危険物質窃取奪取強盗罪）銃器弾薬・爆発物等を窃盗した者に対し且つ状況が重大と認められる場合、および軍・警察・民兵組織からそれらを窃盗した者は10年以上の徒刑、無期徒刑または死刑に処す。（第127条）

- （偽薬生産販売罪）偽薬品の製造・販売により、人を死亡させもしくは人体に重大な危害を加えた者は10年以上の徒刑、無期徒刑または死刑に処した上、販売金額の100分の50以上2倍以下（50%～200%）の罰金を課し、もしくは財産を没収する。（第141条）
- （毒食品生産販売罪）毒食品の製造・販売により、人を死亡させもしくは人体に重大な危害を加えた者は10年以上の徒刑、無期徒刑または死刑に処した上、販売金額の100分の50以上2倍以下（50%～200%）の罰金を課し、もしくは財産を没収する。（第144条）

- （殺人罪）故意に殺人を犯したものは10年以上の徒刑、無期徒刑または死刑に処す。（第232条）

- （傷害罪・傷害致死罪）人を傷つけ、死なせ、もしくは特に残忍な方法をもって人に重大な後遺を与えた者は10年以上の徒刑、無期徒刑または死刑に処す。（第234条）

- （強姦罪）女子を強姦した者もしくは14歳未満の少女に淫行した者のうち、
  1. 特に悪質な方法で、女子を強姦した者もしくは14歳未満の少女に淫行した者
  2. 女子を多数強姦した者もしくは14歳未満の少女を多数淫行した者
  3. 公共の場所において女子を強姦した者
  4. 二人以上で輪姦した者
  5. 強姦により、人に重傷を負わせもしくは死なせ、あるいは身体に重大な後遺を与えた者

のうち、いずれかに該当する者は10年以上の徒刑、無期徒刑または死刑に処す。（第236条）
- （略取罪）身代金目的で人を誘拐し、もしくは人質にとり、それらを殺害した場合は死刑に処した上、財産を没収する。（第239条）

- （女子児童誘拐売買罪）女子もしくは児童を誘拐した者のうち
  1. その集団の首謀者
  2. 3人以上誘拐した者
  3. 女子に淫行した者
  4. 女子を騙し、もしくは脅迫して売春させた者、あるいは売春させるために女子を他人に売った者
  5. 人身売買目的で女子もしくは児童に対し暴力、脅迫行為を働いた者あるいは麻酔を用いた者
  6. 人身売買目的で、嬰児を誘拐した者
  7. 隷属させた上で重傷を負わせ、もしくは死亡させ、あるいは重大な後遺を与えた者
  8. 女子もしくは児童を外国へ売った者

のうち、いずれかに該当し、特に重大と認められる場合は死刑に処した上、財産を没収する。（第240条）
- （強盗罪）暴力、脅迫行為をもって公私の財産に対し強盗を働いた者のうち
  1. 家宅に押し入った者
  2. 公共交通機関に押し入った者
  3. 銀行その他金融機関に押し入った者
  4. 強盗を重ねた者あるいは奪った物の量が膨大である者
  5. 強盗により人に重傷を負わせ、もしくは死亡させた者
  6. 兵士もしくは警察官を襲った者
  7. 銃を持って強盗した者
  8. 軍用物資もしくは救援、救済物資を強盗した者

のうち、いずれかに該当する者は10年以上の徒刑、無期徒刑または死刑に処した上、罰金を課しもしくは財産を没収する。（第263条）
- （暴動脱獄罪・多衆被拘禁者奪取罪）暴動により脱獄を図った者、もしくは刑務所を襲撃し脱獄を助けた者でその首謀者もしくは主に関わった者らのうち、特に重大と認められる場合は死刑に処す。（第307条）

- （薬物密輸販売運搬製造罪）薬物を密輸、販売、運搬、製造した者のうち
  1. アヘンを1キログラム以上、またはヘロインもしくはメタンフェタミンを50グラム以上、あるいはその他薬物を大量に密輸、販売、運搬、製造した者
  2. 薬物を密輸、販売、運搬、製造した集団の首謀者
  3. 薬物を密輸、販売、運搬、製造することを警護した者
  4. 検査、拘留、逮捕を暴力によって拒み、重大と認められる者
  5. 組織的な国際売買活動に関わっていた者

のうち、いずれかに該当する者は15年以上の徒刑、無期徒刑または死刑に処した上、財産を没収する。（第347条）
- （武器装備軍事施設軍事通信設備破壊罪）重要な武器装備、軍事施設、軍事通信設備を破壊した者のうち、特に重大と認められる場合は、無期徒刑または死刑に処す。戦時中は厳しく罰する。（第369条）

- （不合格武器装備軍事施設提供罪）不合格であることが明らかな武器装備、軍事施設を軍隊に提供した者のうち、特に重大と認められる場合は10年以上の徒刑、無期徒刑または死刑に処す。（第370条）

- （横領罪の処罰規定）汚職の罪を犯した者の量刑については、以下の基準による。

個人の汚職に関わる金額が特に大きなの者のうち、特に重大と認められる場合は死刑に処した上、財産を没収する。（第383条）
以下は特に軍人の職責に関わる死刑の規定である。
- （戦時中命令抵抗罪）戦時中命令に従わず、作戦遂行に害をなし、戦果に重大な損失を与えた者は、10年以上の徒刑、無期徒刑または死刑に処す。（第421条）

- （軍事情報隠蔽虚偽報告罪・軍事命令伝達拒否虚偽伝達罪）軍事情報を隠蔽し、もしくは虚偽の情報を軍に渡し、あるいは軍事命令の伝達を拒否し、もしくは虚偽の命令を渡し、作戦遂行に害をなし、戦果に重大な損失を与えた者は10年以上の徒刑、無期徒刑または死刑に処す。（第422条）

- （投降罪）戦争において死ぬことを恐れ、自ら武器を捨て投降し、その後敵に与した者は10年以上の徒刑、無期徒刑または死刑に処す。（第423条）

- （戦時中戦陣逃亡罪）戦時中敵前逃亡をした者のうち、戦果に重大な損失を与えた者は、10年以上の徒刑、無期徒刑または死刑に処す。（第424条）

- （軍人逃亡罪）公務遂行中に不正に任を離れ、国外へ逃亡し国家の軍事利益に害をなした者のうち、さらに航空機や艦船を用いて逃亡し、もしくは特に重大と認められる場合は、10年以上の徒刑、無期徒刑または死刑に処す。（第430条）

- （軍事スパイ罪）外国の機関、組織、人員に対しスパイ行為により軍事機密を不法に提供した者は10年以上の徒刑、無期徒刑または死刑に処す。（第431条）

- （武器装備軍用物資窃取奪取罪）武器装備もしくは軍用物資を窃盗、強奪した者で、特に重大と認められる場合は10年以上の徒刑、無期徒刑または死刑に処す。（第438条）

- （武器装備不法売却譲渡罪）軍の武器装備を不法に且つ大量に転売した者あるいはその他特に重大と認められる場合は、10年以上の徒刑、無期徒刑または死刑に処す。（第439条）

- （戦時住民殺害財物強取罪）戦時中に軍が管轄する地区において、その住民を殺害しもしくは住民の財産を強奪した者で、特に重大と認められる場合は10年以上の徒刑、無期徒刑または死刑に処する。（第446条）

## 執行方法
1980年に施行された旧刑法では、執行方法は「銃殺とする」と定められていたが、1997年に施行された改正刑事訴訟法で「銃殺または注射等」と定められ、地高裁が独自に選択できることになった。同年に雲南省で注射が初採用され、各地に一定の広がりを見せている。
死刑執行は、軍人による犯罪に対しては憲兵（解放軍内では糾察、香港とマカオの部隊では憲兵）の役目であり、民間人の犯罪者に対しては武装警察の役目である。薬殺刑の導入と共に専門の役人（刑事警察の中の専門訓練）も現れている。そして2020年12月時点で、昆明・長沙・成都・北京・深圳・上海・広州・南京・重慶・杭州・瀋陽・大連・鞍山・平頂山・焦作・武漢・黒竜江省・ウルムチでは罪種問わず薬殺刑とされる。
かつて行われた公開処刑は、北京オリンピックを前にして、国際世論、特に死刑制度を廃止している欧州諸国からの批判をかわすため、オリンピック直前に廃止され、行われていない。ただし、2013年時点では死刑囚が執行される直前の様子をテレビで放映したり、2017年時点で、第3者に公開した状態で死刑執行は行われなかったが、裁判所で行わずに裁判所自らが市民に傍聴を呼び掛けた上で、スタジアムで公開裁判を行っている。

## 再審査制度
中国の裁判所は下から基層人民法院・中級人民法院・高級人民法院・最高人民法院の四階層が存在し、死刑および無期懲役にあたる罪の裁判は中級人民法院から開始されるが、中級人民法院で下された判決は高級人民法院の審理を経て最高人民法院（日本の最高裁判所に相当）の再審査を受け、最終的に最高人民法院が死刑判決を妥当と認定しなければ実際に死刑を執行することはできない。通常、中国の刑事訴訟は二審制が原則であるが、このように死刑判決に関わる裁判だけは事実上三審制がとられている。
なお、最高人民法院が死刑判決を承認した際には、即時執行を命令する例もあり、一度死刑が確定してしまえば、日本などで見られるような再審理を要求できる余地は少ない。

## 近年の傾向

### 犯罪撲滅キャンペーン
死刑を犯罪撲滅に対する最大の効果があると司法当局が確信しているため、死刑の適用が多用されている。例えば、2001年には中国国内で犯罪に対する「厳打」キャンペーンが行われた結果、4月から7月の間だけで、少なくとも2,960人に死刑判決が下され、1,781人に対し死刑が執行されたとされる。
このような中央からのキャンペーンで地方が暴走することもある。例えば、四川省の検察当局は、「迅速な逮捕、迅速な裁判、迅速な結果」を掲げ、6日間で19,000人以上を逮捕し、裁判所も証拠調べを充分に行わずに裁判を行った。その結果、誤判が大量に発生したとみられ、冤罪による死刑も多く行われたといわれている。また、このようなノルマを課した犯罪撲滅キャンペーンの結果、現場レベルでは自白を引き出すために暴力的な尋問と拷問が行われるなど、重大な人権侵害が行われているとの指摘もなされている。

### 制度改革
- 2005年、最高人民法院は「死刑第2審案件の公判審理をさらに改善するについての通知」において、2006年下半期以降の死刑判決控訴審については、書面審理ではなく、公判審理を原則化するという方針を明らかにした。しかし、2006年9月に最高人民法院と最高人民検察院が合同で定めた「死刑第2審案件公判審理のいくつかの問題についての規定（試行）」では、即時執行の死刑判決についてのみ公判審理を義務づけるとされており、公判審理の原則化は実現しなかった[22]。

- 2007年、高級人民法院に授権されていた死刑判決の再審査・許可の権限を全て最高人民法院に戻した[23]それまでは、1983年に最高人民法院が出した「高級人民法院に一部死刑事件の許可をする権利を授与することについての通知」に基づき、反革命事件と汚職などの重大経済犯罪事件を除き、高級人民法院が再審査・許可をしていた[15]。

- 北京オリンピックを前にして、国際世論、特に死刑制度を廃止している欧州諸国からの批判をかわすため、2007年以降は公開処刑は行わないことを発表した。またフランスのサルコジ大統領が2007年11月に中国訪問した際に胡錦濤国家主席に対し「完全な廃止は求めないが、執行停止に向けた動きを強めてほしい」とに注文したことに対し、「死刑適用のケースを減らしたい」と回答したが、具体的な数字についてはふれていない[24]。

- 2010年、「趙作海冤罪事件」[25]を契機に、最高人民法院は「死刑事件に対する証拠の審査、判断に関する規定」「刑事事件に対する違法収集証拠の排除に関する規定」を発布し、これにより拷問等の手段によって得た供述証拠の排除、警察の法廷出頭義務、死刑事件に対する厳格な証明が規定された[26]。

## 日本人に対する死刑
第二次世界大戦後、中国で日本人に対して死刑が執行されたのは、1950年に毛沢東の暗殺（毛沢東暗殺陰謀事件）を企てたという冤罪事件にて逮捕された1人（1951年に執行）と、1972年の国交回復以降で麻薬密輸罪で死刑判決が確定していた6人（2010年4月に4人、2014年7月に1人、2015年6月に1人執行）の計7人である。2015年7月現在、中国において薬物犯罪を問われ拘束・服役している日本人は43人おり、うち元愛知県稲沢市議会議員ら半数以上が広東省の警察・司法当局に拘束されていたが、2019年11月8日、無期懲役が確定した。43人のうち執行猶予付きの死刑判決を受けた者が1名（2014年7月に死刑を執行された日本人の共犯）いる。

## 問題点
- アムネスティ・インターナショナルは中国に対して「三権分立が成り立っておらず、法治主義ではなく役人らの意向が強く反映されている人治主義であり、死刑を宣告するにしても司法機関において近代的刑事訴訟手続が要求する法手続きが充分整備されていない」と指摘している[27]。
実際、2018年11月20日に麻薬密輸の罪でカナダ人のロバート・ロイド・シェレンバーグに遼寧省大連市の中級人民法院により懲役15年の刑が下されていたが、控訴後に刑が軽すぎることを理由に差し戻しをされ、2019年1月14日に死刑判決が下されている。その後、控訴したが2021年8月10日に遼寧省の高級人民法院（日本の高等裁判所にあたる）により、棄却されている。背景には、アメリカ合衆国政府の要請によりカナダ政府によって2018年12月1日にファーウェイ最高財務責任者（CFO）孟晩舟が逮捕されたことに対する報復が指摘されている。この事件とは別に、スパイ容疑で別のカナダ人2人を逮捕されている[28][29][30]。
また、2020年において新型コロナウイルス感染症感染拡大防止対策の為に、最高刑が死刑である「公共安全危害罪」を過大解釈し、感染者が隔離治療を拒否して公共の場所に行ったり、公共交通機関を利用した場合も適用されるとし、地方政府によっては病歴や旅行・居住歴などを隠蔽し嘘をついた場合でも適用された。そのため、この罪により逮捕されるケースが生じた。また、この適用を決める過程で議会も通しておらず、三権分立を無視する形で行われている[31]。更に、新型コロナウイルス感染対策として実施が予定されていた移動制限の実務担当者2人を殺害した男性を事件発生から半年足らずで、死刑執行させた[32]。

- イギリスBBCによれば、中国では死刑囚からの組織的な臓器移植が行われている[33]。中国政府は2015年にこの行為の終了を宣言しているが、1984年に設けた死刑囚からの臓器摘出を可能にするこの規定はまだ廃止されていない。中国政府は囚人の臓器を摘出する行為を終わらせたと発表しているが、法的には死刑執行後の囚人および生きている囚人から臓器移植のため臓器を摘出する行為は合法なままである[34]。

- 新疆ウイグル自治区では政治的理由での死刑判決が中国国内で唯一行われている。2017年5月には、タシポラット・ティップが執行猶予付き死刑の判決を受けている[35]。

- 死刑執行数が多すぎるため、社会に動揺が広がっているとの指摘がある[36]。

- 2018年時点においても、地方法院の段階で判決日に即日死刑執行する例があり、再審制度が十分に機能しない場合がある[37]。